# Michał Groński

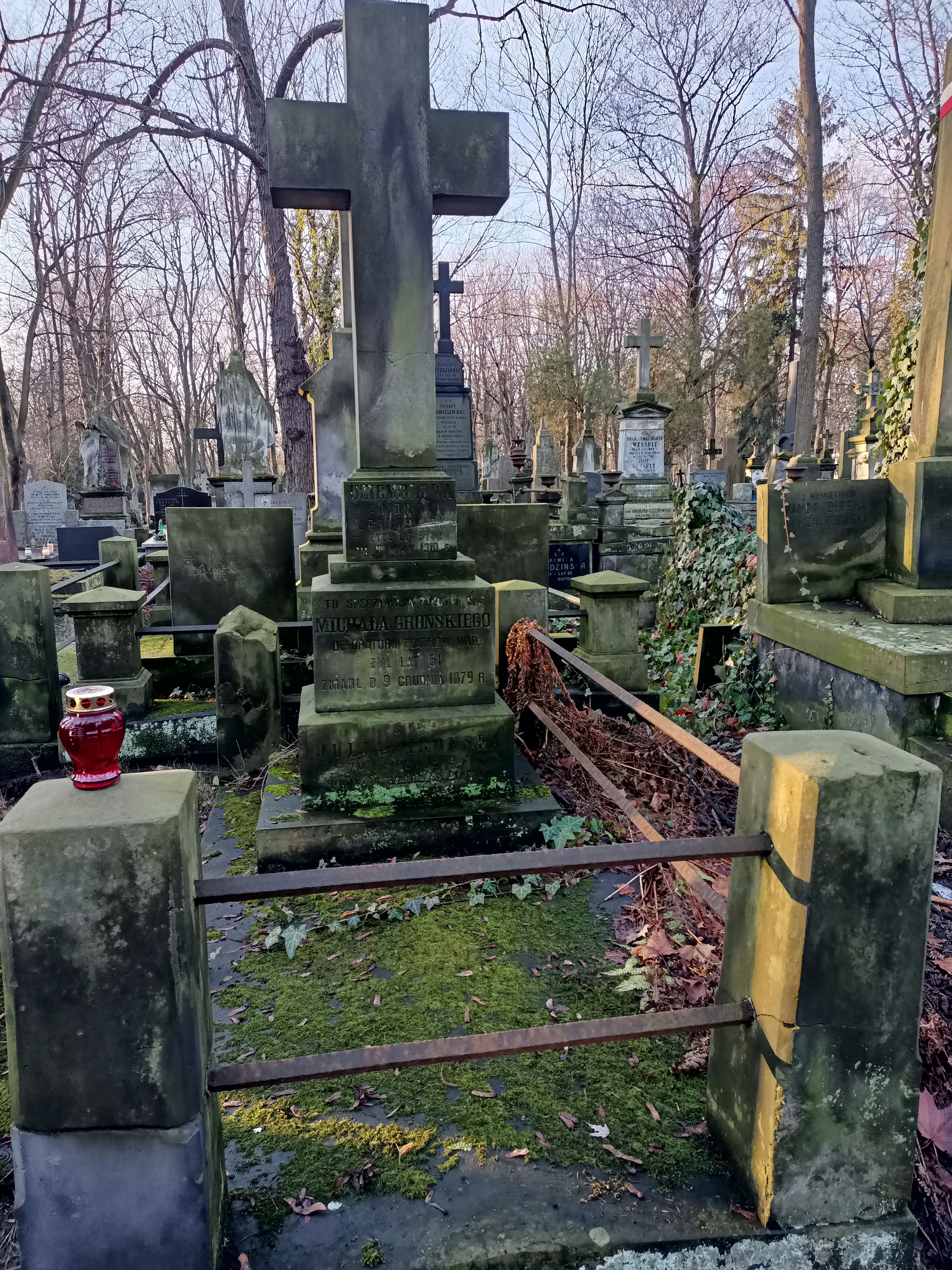
Grób Michała Grońskiego na cmentarzu Powązkowskim

Michał Groński (ur. ok. 1818, zm. 8 grudnia 1879 w Warszawie) – polski dekorator teatralny, malarz.

## Życiorys
Był uczniem Józefa Hilarego Głowackiego. W 1841 został zatrudniony w dekoratorni teatrów warszawskich jako malarz obok swojego mentora oraz Antoniego Saccettiego. Po paru latach pracował samodzielnie wzorując się na twórczości A. Sacchettiego. Projektował dekorację dla Teatru Wielkiego oraz Teatru Rozmaitości. Często współpracował z innymi malarzami, m.in. z Adamem Malinowskim, Napoleonem Romerem i Sewerynem Uziembłą.
Przez długi czas pracował w Warszawskich Teatrach Rządowych oraz współpracował z teatrami ogrodowymi – Orfeum (1868) i Eldorado (1871). Był autorem portretów aktorów, przygotowanych w 1873 do projektowanego przez Michała Chomińskiego i Jana Tomasza Seweryna Jasińskiego Albumu artystów polskich. W następnym roku wykonał dekoracje dla teatru w Skierniewicach.
Żonaty z Petronelą z domu Sznaydel, z którą miał córkę Julię Agatę. Zmarł w Warszawie, został pochowany na cmentarzu Powązkowskim.

## Ważniejsze dekoracje teatralne
(wg źródeł)

### Opery
- Makbet (1848)
- Dolina Andorry (1852)
- Bal maskowy
- Straszny dwór (1865)
- Paria (1869)
- Afrykanka (1869)
- Don Carlos
- Duch wojewody (1872)
- Lohengrin (1879)

### Balety
- Monte Christo (1866)
- Flick i Flock (1869)
- Figle szatana (wraz z urządzeniem maszynerii, 1870)
- Bogini Walhalli (1875)

### Dramaty
- Mierność i zbytek (1852),
- Kupiec wenecki (z S. Uziembłą, 1869)